# Carcelia laxifrons
Carcelia laxifrons är en tvåvingeart som beskrevs av Villeneuve 1912. Carcelia laxifrons ingår i släktet Carcelia och familjen parasitflugor. Arten är reproducerande i Sverige. Inga underarter finns listade i Catalogue of Life.